# Kalser Bärenkopf
Kalser Bärenkopf är en bergstopp i Österrike.   Den ligger i distriktet Lienz och förbundslandet Tyrolen, i den centrala delen av landet, 300 km väster om huvudstaden Wien. Toppen på Kalser Bärenkopf är 3 079 meter över havet, eller 611 meter över den omgivande terrängen. Bredden vid basen är 11,0 km.
Terrängen runt Kalser Bärenkopf är huvudsakligen bergig, men den allra närmaste omgivningen är kuperad. Runt Kalser Bärenkopf är det ganska glesbefolkat, med 26 invånare per kvadratkilometer.. Närmaste större samhälle är Matrei in Osttirol, 13,4 km söder om Kalser Bärenkopf. 
Trakten runt Kalser Bärenkopf består i huvudsak av gräsmarker.